# Mike Harthcock
Mike Harthcock, , noto anche come Mike Hart (...), è un giocatore di poker statunitense.

## Biografia
Veterano del mondo del poker, nella sua longeva carriera ha vinto 3 braccialetti delle World Series of Poker: uno ciascuno in tre differenti specialità (Razz, Limit Hold'em e Seven Card Stud 8 or Better). Inoltre ha avuto ulteriori 13 piazzamenti a premi WSOP, tra i quali spicca un secondo posto nel Main Event 1986, nell'anno in cui trionfò Berry Johnston.
Al 2013, le sue vincite in tornei live ammontano a circa $1.600.000.

## Braccialetti WSOP
| Anno | Torneo                             | Vincita  |
| ---- | ---------------------------------- | -------- |
| 1984 | $2.500 Razz                        | $40.000  |
| 1990 | $2.500 Limit Hold'em               | $252.000 |
| 1991 | $2.500 Seven Card Stud 8 or Better | $106.200 |